# SHiiKANE
SHiiKANE est un groupe de musique britanno-nigérian formé par trois sœurs : HRH Shay Ifeanyichukwu, Princess Annamay Uchechukwu et Baby-Kay Nkemdilim. Le nom du groupe est un amalgame des trois prénoms Shay, Kay et Annamay.
Leur musique est un mélange de pop africaine, d'afrobeat, de jazz, de dance et de R&B.

## Biographie
Originaires du Nigeria, les jumelles HRH Shay Ifeanyichukwu et Princess Annamay Uchechukwu, ainsi que leur sœur Baby-Kay Nkemdilim, grandissent dans le Sud-Est de Londres, où elles créent leur groupe. Les vrais débuts de SHiiKANE ont lieu en 2009, avec la sortie d'un premier album promotionnel, SHiiKANE Touched This!, puis d'un premier single, Bamboo Dey Chop (Say Goodbye).
Lors des Black Entertainement Film Fashion Television and Arts Awards (BEFFTA Awards), elles remportent le prix du meilleur clip pour Tuele en 2015, puis celui de la meilleure artiste féminine britanno-africaine en 2016. 